# Корокеєшть
Корокеєшть, Корокеєшті (рум. Corocăiești) — село у повіті Сучава в Румунії. Входить до складу комуни Верешть.
Село розташоване на відстані 357 км на північ від Бухареста, 17 км на схід від Сучави, 98 км на північний захід від Ясс.

## Населення
За даними перепису населення 2002 року у селі проживали 2977 осіб, усі — румуни. Усі жителі села рідною мовою назвали румунську.